# Balthasar van der Ast
Balthasar van der Ast (Midelburgo, 1593 o 1594-Delft, 7 de marzo de 1657) fue un pintor barroco de bodegones e ilustrador botánico de origen neerlandés.

## Vida
Balthasar van der Ast nació en Midelburgo, provincia de Zelanda, en una próspera familia de mercaderes de lana. Su nacimiento no fue registrado, aunque tiempo después una demanda interpuesta el 30 de junio de 1618 por su hermano Jacob documentó que Balthasar rondaba los 25 años en la citada fecha, por lo que se podría concluir que Van der Ast nació aproximadamente entre 1593 y 1594. 
Tras la muerte de su padre Hans, un mercader viudo, en 1609, Balthasar se mudó a la casa de su hermana mayor, María, casada con el destacado pintor flamenco Ambrosius Bosschaert el Viejo desde el año 1604. 
Bosschaert le enseñaría a Van der Ast el arte de pintar naturalezas muertas o bodegones, un aprendizaje que se aprecia en el estilo de las obras tempranas del pintor de Midelburgo. Van der Ast a su vez formaría en el arte de la pintura a los tres hijos de Bosschaert, Ambrosius el Joven, Johannes y Abraham, tras la muerte del padre. Este grupo de pintores ha sido bautizado por algunos estudiosos como la «Dinastía Bosschaert».
Van der Ast acompañaría a la familia Bosschaert en sus traslados a Bergen op Zoom en 1615 y a Utrecht en 1619. En esta última ciudad, se incorporaría al gremio de San Lucas casi al mismo tiempo que su colega Roelant Savery. Savery influiría en Van der Ast y en sus discípulos, especialmente en el estudio y trabajo de las tonalidades. 
Además de los Bosschaert, Van der Ast tuvo como discípulos a Anthony Claesz, Johannes Baers y posiblemente a Jan Davidsz de Heem. También influyó en Evert y Willem van Aelst, y en Bartholomeus Assteyn.
Van der Ast permaneció en Utrecht hasta 1632, año en el que se instaló a Delft. En febrero de 1633 se casó con Margrieta Jans van Buijeren, con la que tuvo dos hijas: María y Helena. En Delft, la familia Van der Ast viviría inicialmente en Cellebroerstraat y a partir de 1640 en una céntrica casa del Oude Delft.
Balthasar van der Ast murió en Delft en diciembre de 1657, siendo enterrado en la Oude Kerk, la «iglesia vieja».

## Obra
Balthasar van der Ast se especializó su pintura sobre todo en cuadros de flores, fruta y caracolas, que habitualmente reproducía en cuadros de pequeño formato. Alegra sus composiciones a menudo con insectos e incluso lagartos.
Pintó con mucho detalle y cuidado la porcelana china, muy apreciada en los Países Bajos de la época y que llegaban al país a través del floreciente comercio con China.
Los insectos, los escarabajos, las moscas y otros pequeños animales tienen en parte una función simbólica. Así indicaba una delicada mariposa el carácter efímero de las flores, mientras que otros insectos debían indicar la facilidad con la que la fruta se corrompía.
En sus cuadros, van der Ast no siempre se ciñó a la época del año: por ejemplo, juntó en un mismo cuadro flores que no florecen al mismo tiempo.
En España su única obra conocida en colecciones públicas, Vaso chino con flores, conchas e insectos, se encuentra en el Museo Thyssen-Bornemisza de Madrid.